# Greenford állomás
A Greenford a londoni metró egyik állomása a 4-es zónában, a Central line és a Great Western Railway érinti.

## Története
Az állomást 1904. október 1-jén adták át a Great Western Railway részeként. 1947. június 30-ától a Central line vonatai is érintik.

## Forgalom
| Járat | Útvonal | Gyakoriság     |
| ----- | --- | -------------- |
|       | Epping – Theydon Bois – Debden – Loughton – Buckhurst Hill – Woodford – South Woodford – Snaresbrook – Leytonstone – Leyton – Stratford – Mile End – Bethnal Green – Liverpool Street – Bank – St. Paul’s – Chancery Lane – Holborn – Tottenham Court Road – Oxford Circus – Bond Street – Marble Arch – Lancaster Gate – Queensway – Notting Hill Gate – Holland Park – Shepherd’s Bush – White City – East Acton – North Acton – Hanger Lane – Perivale – Greenford – Northolt – South Ruislip – Ruislip Gardens – West Ruislip | 3-6 percenként |

## Átszállási kapcsolatok
| Állomás   | Átszállási kapcsolatok                                                     |
| --------- | -------------------------------------------------------------------------- |
| Greenford | National Rail – Great Western Railway (Greenford) Helyi buszok (Greenford) |

## Fordítás
- Ez a szócikk részben vagy egészben  a   Greenford station című angol Wikipédia-szócikk fordításán alapul.  Az eredeti cikk szerkesztőit annak laptörténete sorolja fel. Ez a jelzés csupán a megfogalmazás eredetét és a szerzői jogokat jelzi, nem szolgál a cikkben szereplő információk forrásmegjelöléseként.